# Bruno Michaud
Bruno Michaud (* 14. Oktober 1935; † 1. November 1997) war ein Schweizer Fussballspieler, Fussballtrainer und Politiker.
Er spielte 1955–70 für den FC Basel und 1957–59 auch in Lausanne. Dabei erzielte er 22 Tore in 322 Spielen und stieg zum Abwehrchef und Captain auf. Im Mai 1967 wurde er für die Schweizer Fussballnationalmannschaft aufgeboten. Vom 26. April 1972 bis zum 9. Mai 1973 war er ihr interimistischer Trainer. Als solcher verbuchte er 1 Sieg, 5 Remis und 1 Niederlage.
Michaud war Mitglied der Sozialdemokratischen Partei und vertrat diese 1968–76 im Grossen Rat des Kantons Basel-Stadt.

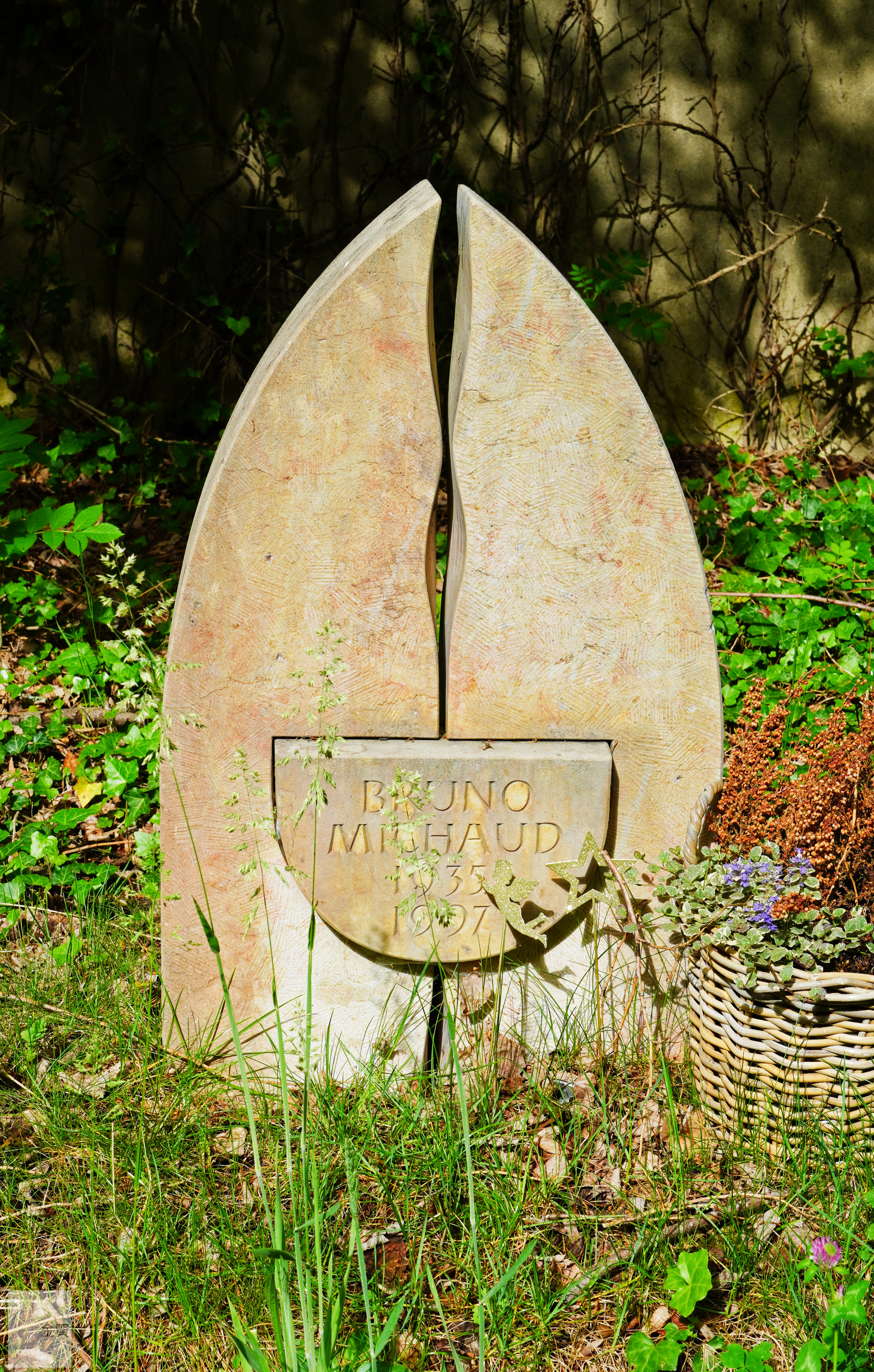
Grabstein von Bruno Michaud auf dem Hörnli

Sein Grab befindet sich auf dem Friedhof am Hörnli in Riehen.
| Personendaten    | Personendaten                                          |
| ---------------- | ------------------------------------------------------ |
| NAME             | Michaud, Bruno                                         |
| KURZBESCHREIBUNG | Schweizer Fußballspieler, Fußballtrainer und Politiker |
| GEBURTSDATUM     | 14. Oktober 1935                                       |
| STERBEDATUM      | 1. November 1997                                       |